# Apriyani Rahayu
Apriyani Rahayu (29 aprile 1998) è una giocatrice di badminton indonesiana specializzata nel doppio.
Lei e Greysia Polii hanno vinto la medaglia d'oro alle Olimpiadi estive del 2020 nel doppio femminile. Ha vinto l'oro ai Giochi del Sud-Est asiatico del 2019, e due medaglie di bronzo ai Campionati del mondo nel 2018 e nel 2019. Rahayu ha anche vinto medaglie di bronzo ai Giochi asiatici del 2018 nella squadra femminile e nel doppio con la sua ex partner Polii.
Con la sua attuale partner, Siti Fadia Silva Ramadhanti, Rahayu ha vinto la medaglia d'argento ai Campionati del mondo del 2023, e un oro ai Giochi del Sud-Est asiatico del 2021.

## Biografia
Apriyani Rahayu è nata nel villaggio di Lawulo, un insediamento remoto nella reggenza di Konawe, nel Sulawesi sudorientale. È la figlia più piccola di un agricoltore di nome Ameruddin Pora e di sua moglie, Sitti Jauhar. Da bambina suo padre la incoraggiò a dedicare le sue energie al badminton. Secondo il cugino di Rahayu, suo padre le faceva da allenatore, con un regime di allenamento che prevedeva corse di 10 chilometri, gare e allenamenti su un campo fatto in casa. Pora era autosufficiente ma povero; Rahayu usava una racchetta di legno fatta in casa con una lenza da pesca come corda, finché suo padre non fu in grado di vendere abbastanza verdure da comprarle una racchetta vera. Tuttavia, lo stesso Pora attribuisce alla madre di Rahayu il merito di averle fornito supporto: Sitti Jauhar era stata un'appassionata giocatrice di badminton, ping pong e pallavolo e incoraggiava Rahayu ad essere tenace e competitiva. Nel 2007, all'età di 9 anni, rappresentò la Reggenza di Konawe in una gara regionale. Nel 2011, all'età di 13 anni, fu notata da Yuslan Kisra che la mise in contatto con Icuk Sugiarto, il quale la reclutò prima nel suo club PB Pelita Bakri (in seguito ISTC), poi nel PB Jaya Raya Jakarta per competere a livello internazionale. Sitti Jauhar morì nel 2015 mentre Apriyani era a un campionato in Perù, ma giocò nonostante avesse appreso la notizia, vincendo due medaglie.

### Carriera

#### Carriera junior
Allenata presso il club Pelita Bakrie, Rahayu riuscì a primeggiare nei tornei nazionali juniores, tanto che lei e la sua partner, Jauza Fadhila Sugiarto, riuscirono a raggiungere la vetta della classifica nazionale di doppio femminile under 17 nel 2013. All'inizio dell'anno, Rahayu fu anche chiamata ad allenarsi presso il centro di allenamento nazionale, ma il club non le diede ancora il permesso. Nell'agosto 2014, Rahayu e Sugiarto riuscirono a vincere il torneo internazionale juniores Jaya Raya. Poi, ai Campionati mondiali juniores, vinse la medaglia d'argento in coppia con Rosyita Eka Putri Sari.
Nel 2015, Rahayu vinse la medaglia di bronzo nei Campionati asiatici e mondiali juniores nel doppio misto in coppia con Fachryza Abimanyu. All'età di 17 anni, Rahayu riuscì anche a vincere il titolo internazionale senior di doppio femminile a Singapore con Sugiarto, e si classificò seconda nel doppio misto nell'Indonesia International Series con Panji Akbar Sudrajat.
Nel 2016, Rahayu, che era in coppia con Rinov Rivaldy nel doppio misto, vinse la medaglia di bronzo agli Asian Junior Championships. Conquistarono poi un titolo Junior Grand Prix nel torneo Jaya Raya Junior International. All'Indonesia International Series di Surabaya, Rahayu ottenne un doppio titolo vincendo sia la gara mista sia quella femminile.

#### 2017: Open di Francia e titolo dell'Open di Thailandia
A maggio, Rahayu fece coppia con la sua senior e mentore Greysia Polii, con la quale gareggiò come nuova coppia alla Sudirman Cup 2017 sulla Gold Coast, in Australia. Anche se giocavano insieme solo da circa un mese, il duo vinse il suo primo titolo al Thailand Open dopo aver sconfitto la coppia di casa Chayanit Chaladchalam e Phataimas Muenwong in finale. Vinsero inoltre il titolo Superseries all'Open di Francia, appena cinque mesi dopo l'inizio della loro partnership. Tra gli altri successi di Polii e Rahayu nel 2017 si annoverano il secondo posto a Hong Kong, le semifinali in Nuova Zelanda, e i quarti di finale all'Open di Corea. Rahayu aiutò anche la squadra femminile indonesiana a vincere la medaglia di bronzo ai Giochi del Sud-Est asiatico tenutisi a Kuala Lumpur. Nel doppio femminile individuale, lei e Polii persero al primo turno contro Jongkolphan Kititharakul e Rawinda Prajongjai della Thailandia, future campionesse del torneo. La coppia Polii e Rahayu, formata per la prima volta in coppia a maggio, raggiunse l'apice della propria carriera come numero 10 al mondo nella classifica mondiale BWF a novembre.

#### 2018: India Open e terzo titolo Thailand Open
A gennaio, Rahayu e Polii inaugurarono la stagione finendo seconde all'Indonesia Masters, perdendo in finale contro Misaki Matsutomo e Ayaka Takahashi, seconde teste di serie. Un mese dopo, la coppia giocò come terze teste di serie all'India Open e vinse il titolo dopo aver battuto Christinna Pedersen e Kamilla Rytter Juhl, prime teste di serie, in semifinale, e Jongkolphan Kititharakul e Rawinda Prajongjai, seconde teste di serie, in finale. Fece parte della squadra femminile indonesiana che vinse il bronzo agli Asia Team Championships svoltisi ad Alor Setar e arrivò ai quarti di finale all'Uber Cup di Bangkok. A luglio, lei e la sua compagna persero nei quarti di finale dell'Indonesia Open contro Yuki Fukushima e Sayaka Hirota, ma una settimana dopo, vinse il suo secondo Thailand Open, mentre lei e Polii difesero il titolo che avevano vinto in Thailandia l'anno precedente, quando l'evento era noto come Grand Prix. Ad agosto, Rahayu e Polii vinsero la medaglia di bronzo ai Campionati del mondo di Nanchino, e ulteriori medaglie di bronzo ai Giochi asiatici nel doppio femminile e negli eventi a squadre. Nel resto del tour del 2018, lei e Polii raggiunsero solo le semifinali in Giappone, Cina, Danimarca, Francia, Hong Kong e i quarti di finale al Fuzhou China Open. Il duo raggiunse il suo massimo storico come numero 3 al mondo nella classifica BWF a settembre.

#### 2019: Secondo titolo dell'India Open, primo oro ai Giochi del Sud-est asiatico
Rahayu aprì la stagione 2019 come finalista al Malaysia Masters con Polii. In semifinale, batterono le loro acerrime rivali Misaki Matsutomo e Ayaka Takahashi in una partita serrata, migliorando il loro record testa a testa contro la coppia giapponese per 2-8. Una settimana dopo, persero ancora contro Matsutomo e Takahashi all'Indonesia Masters. A marzo, lei e Polii si fermarono ai quarti di finale sia del German Open che dell'All England Open. Polii e Rahayu conquistarono poi il loro secondo titolo dell'India Open sconfiggendo Chow Mei Kuan e Lee Meng Yean in finale. A maggio, insieme alla squadra indonesiana arrivò in semifinale alla Sudirman Cup a Nanning, accontentandosi della medaglia di bronzo. A giugno, lei e Polii giunsero alle semifinali dell'Australian Open dopo aver battuto la prima testa di serie, la numero uno al mondo Mayu Matsumoto e Wakana Nagahara nei quarti di finale, ma la coppia fu poi battuta dal duo cinese Chen Qingchen e Jia Yifan, la quinta sconfitta in sette incontri tra loro. Ai Campionati del mondo di Basilea, in Svizzera, lei e la sua compagna vinsero la medaglia di bronzo, dopo la sconfitta in semifinale contro le future campionesse Matsumoto e Nagahara. Dopo i Campionati del mondo, il suo allenatore, Eng Hian, valutò che lei e Rahayu non erano riuscite a mantenere il loro standard precedente. Alla fine della stagione 2019, i loro migliori risultati erano stati solo le semifinali all'Open di Taipei, dopo di che, persero spesso nelle fasi iniziali. Rahayu vinse finalmente la sua prima medaglia d'oro nel doppio femminile ai Giochi del Sud-Est asiatico: lei e Polii sconfissero Chayanit Chaladchalam e Phataimas Muenwong della Thailandia per 21–3, 21–18.

#### 2020: Titolo nazionale

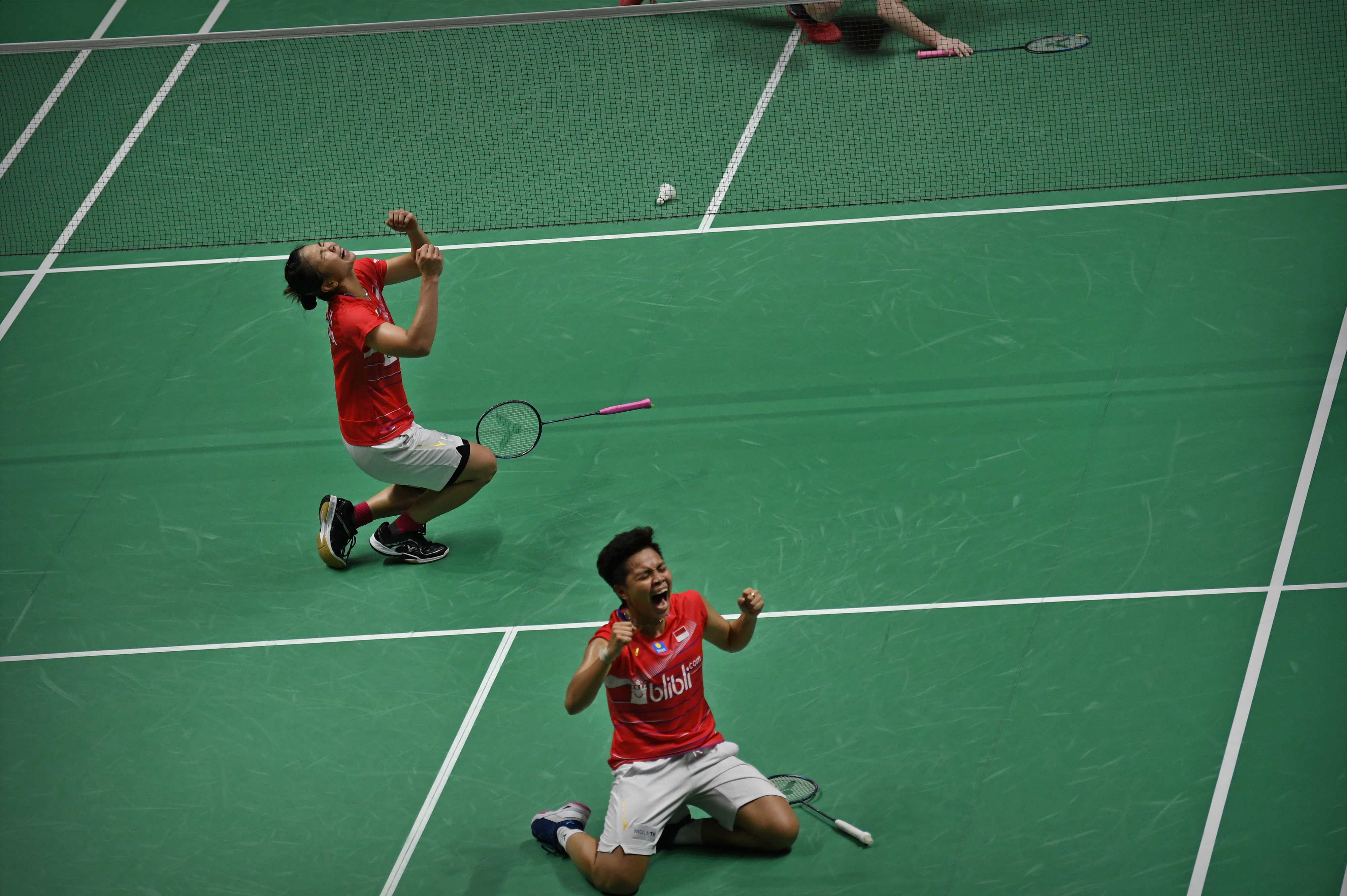
Polii e Apriyani Rahayu festeggiano dopo aver vinto l'Indonesia Masters 2020

Nel 2020, Rahayu e Polii, che si classificavano come numero otto al mondo, hanno iniziato il loro tour al Malaysia Masters. In quel torneo, hanno concluso come semifinaliste, sconfitte dalla coppia cinese Li Wenmei e Zheng Yu in una partita di spareggio. Una settimana dopo, all'Indonesia Masters, Rahayu ha vinto il suo primo titolo internazionale in Indonesia, dopo che lei e Polii hanno trionfato in un'intensa partita contro Maiken Fruergaard e Sara Thygesen della Danimarca. A febbraio, ha vinto il suo secondo titolo dell'anno vincendo il Barcelona Spain Masters. In finale, lei e Polii hanno sconfitto Gabriela e Stefani Stoeva della Bulgaria in uno spareggio. A marzo, all'All England Open, lei e la sua partner hanno perso al primo turno contro la coppia coreana Chang Ye-na e Kim Hye-rin in due game. A causa della pandemia di COVID-19, sono stati annullati o rimandati numerosi tornei del BWF World Tour 2020.

#### 2021–2022: medaglia d'oro alle Olimpiadi e nuova partner
Rahayu è tornata alle competizioni internazionali all'Asian Leg Tournament 2020 nel gennaio 2021. Insieme a Polii, ha vinto il suo primo torneo BWF Super 1000, lo Yonex Thailand Open. Una settimana dopo, nelle semifinali del Toyota Thailand Open, Rahayu e Polii sono state sconfitte in due game contro Lee So-hee e Shin Seung-chan della Corea del Sud. Il duo ha poi giocato alle finali del World Tour, ma è stato eliminato nella fase a gironi.
Nel marzo 2021, Rahayu aveva in programma di partecipare all'All England Open, ma in seguito la squadra indonesiana è stata costretta a ritirarsi dalla competizione dalla BWF dopo che i membri della squadra si erano autoisolati per 10 giorni dopo che una persona anonima a bordo è risultata positiva al COVID-19.
Il 2 agosto 2021, alle Olimpiadi di Tokyo 2020, ha fatto coppia con Greysia Polii nel doppio femminile. In finale hanno sconfitto la campionessa del mondo del 2017 Chen Qingchen e Jia Yifan. Sono diventate la prima coppia non testa di serie a vincere la medaglia d'oro nel doppio femminile. Questo è stato il primo oro olimpico dell'Indonesia nel doppio femminile. Lei e Polii sono la terza e la quarta donna indonesiana a vincere l'oro olimpico dopo Susi Susanti nel 1992 e Lilyana Natsir nel 2016. La vittoria di Rahayu e Polii ha reso l'Indonesia l'unico paese al di fuori della Cina ad aver vinto medaglie d'oro in tutte e cinque le discipline del badminton alle Olimpiadi estive. Dopo il suo successo olimpico, lo Student Sports Training Center di Giacarta è stato intitolato a lei e a Greysia Polii.
Tra settembre e ottobre 2021, Rahayu ha gareggiato con la squadra indonesiana alla Sudirman Cup 2021 a Vantaa, in Finlandia. Ha giocato due partite nella fase a gironi contro Canada e Danimarca. L'Indonesia è passata alla fase a eliminazione diretta, ma ha perso ai quarti di finale contro la Malesia. Nel novembre 2021, Rahayu e Polii hanno perso la finale dell'Indonesia Open 2021.
Nel maggio 2022, ai Giochi del Sud-est asiatico del 2021, ha iniziato un nuovo percorso con la partner Siti Fadia Silva Ramadhanti. La coppia ha conquistato la medaglia d'oro nel doppio femminile dopo aver battuto in finale la coppia thailandese formata da Benyapa Aimsaard e Nuntakarn Aimsaard. Questa nuova coppia ha subito mostrato risultati soddisfacenti, vincendo gli Open di Malesia e Singapore, ed è arrivata in finale all'Indonesia Masters.

#### 2023: Campioni del mondo argento e prima vittoria di doppio femminile indonesiana all'Hong Kong Open
Nella prima metà della stagione 2023, Rahayu, che ha gareggiato nel BWF Tour insieme a Siti Fadia Silva Ramadhanti, non è riuscita a vincere neanche un titolo. La loro migliore prestazione è stata raggiungere le semifinali al Malaysia Open a gennaio e allo Swiss Open a marzo. In entrambi i tornei, non sono riuscite a finire la partita a causa di infortuni: in Malesia, la sua partner, Ramadhanti, ha subito un infortunio alla caviglia destra; in Svizzera, Rahayu ha subito un infortunio alla spalla destra. Inoltre, sono diventate arrivate ai quarti di finale all'Indonesia Masters, all'All England Open, al Malaysia Masters, e all'Indonesia Open. Si è registrato un record negativo per Rahayu e Ramadhanti quando hanno perso nei primi turni ai Campionati asiatici a Dubai, contro la coppia thailandese Benyapa Aimsaard e Nuntakarn Aimsaard, negli Open di Thailandia e Singapore contro Rin Iwanaga e Kie Nakanishi. Rahayu si è anche unita alla squadra nazionale per competere ai Campionati asiatici a squadre miste e alla Sudirman Cup, ma le squadre si sono fermate ai quarti di finale rispettivamente contro la Corea del Sud e la Cina. La coppia Rahayu-Ramadhanti ha poi raggiunto il suo massimo storico come numero 4 al mondo nella classifica BWF nell'aprile 2023.
Ad agosto, Rahayu e Ramadhanti hanno gareggiato nella finale dei Campionati del mondo di Copenaghen. Il duo ha vinto una medaglia d'argento dopo essere stata battuta dalla testa di serie numero 1 Chen Qingchen e da Jia Yifan in due set. Il duo ha vinto poi il suo primo titolo dell'anno all'Hong Kong Open, e ha fatto la storia come il primo doppio femminile indonesiano a vincere il titolo dell'Hong Kong Open sin dall'inizio nel 1982. Rahayu ha poi partecipato ai Giochi asiatici nel 2022 a Hangzhou, ma non è riuscita a ottenere alcuna medaglia né nel doppio femminile né negli eventi a squadre; ha subito un infortunio al polpaccio destro mentre gareggiava nella gara individuale e ha deciso di ritirarsi dalla competizione.

#### 2024
È stata selezionata come membro della squadra femminile indonesiana all'Uber Cup a maggio, e ha ottenuto un traguardo storico raggiungendo la finale dal 2008; l'Indonesia ha perso contro la Cina per 0-3.

## Palmarès

### Giochi Olimpici
Doppio femminile
| Anno | Luogo                                          | Partner       | Avversarie              | Punteggio    | Risultato | note   |
| ---- | ---------------------------------------------- | ------------- | ----------------------- | ------------ | --------- | ------ |
| 2020 | Musashino Forest Sport Plaza , Tokyo, Giappone | Greysia Polii | Chen Qingchen Jia Yifan | 21–19, 21–15 | Oro       | [ 66 ] |

### Campionati del mondo
Doppio femminile
| Anno | Luogo                                                          | Partner                     | Avversarie                     | Punteggio    | Risultato | note   |
| ---- | -------------------------------------------------------------- | --------------------------- | ------------------------------ | ------------ | --------- | ------ |
| 2018 | Parco sportivo olimpico giovanile di Nanchino , Nanchino, Cina | Greysia Polii               | Mayu Matsumoto Wakana Nagahara | 12–21, 21–23 | Bronzo    | [ 40 ] |
| 2019 | Chiesa di San Giacomo , Basilea, Svizzera                      | Greysia Polii               | Mayu Matsumoto Wakana Nagahara | 12–21, 19–21 | Bronzo    | [ 5 ]  |
| 2023 | Arena Reale , Copenaghen, Danimarca                            | Siti Fadia Silva Ramadhanti | Chen Qingchen Jia Yifan        | 16–21, 12–21 | Argento   | [ 7 ]  |

### Giochi asiatici
Doppio femminile
| Anno | Luogo                                          | Partner       | Avversarie                       | Punteggio    | Risultato | note  |
| ---- | ---------------------------------------------- | ------------- | -------------------------------- | ------------ | --------- | ----- |
| 2018 | Istora Gelora Bung Karno , Giacarta, Indonesia | Greysia Polii | Misaki Matsutomo Ayaka Takahashi | 15–21, 17–21 | Bronzo    | [ 6 ] |

### Giochi del Sud-est asiatico
Doppio femminile
| Anno | Luogo                                                  | Partner                     | Avversarie                               | Punteggio    | Risultato | note   |
| ---- | ------------------------------------------------------ | --------------------------- | ---------------------------------------- | ------------ | --------- | ------ |
| 2019 | Complesso sportivo Muntinlupa, Metro Manila, Filippine | Greysia Polii               | Chayanit Chaladchalam Phataimas Muenwong | 21–3, 21–18  | Oro       | [ 91 ] |
| 2021 | Palestra Bac Giang, Bắc Giang, Vietnam                 | Siti Fadia Silva Ramadhanti | Benyapa Aimsaard Nuntakarn Aimsaard      | 21–17, 21–14 | Oro       | [ 8 ]  |

### Campionati del mondo juniores
Doppio femminile
| Anno | Luogo                                          | Partner                   | Avversarie              | Punteggio    | Risultato | note   |
| ---- | ---------------------------------------------- | ------------------------- | ----------------------- | ------------ | --------- | ------ |
| 2014 | Stadio Sultan Abdul Halim, Alor Setar, Malesia | Sari di Rosyita Eka Putri | Chen Qingchen Jia Yifan | 11–21, 14–21 | Argento   | [ 17 ] |

Doppio misto
| Anno | Luogo                                               | Partner           | Avversari         | Punteggio    | Risultato | note   |
| ---- | --------------------------------------------------- | ----------------- | ----------------- | ------------ | --------- | ------ |
| 2015 | Centro de Alto Rendimiento de la Videna, Lima, Perù | Fachryza Abimanyu | Lui Jiting Du Yue | 13–21, 10–21 | Bronzo    | [ 19 ] |

### Campionati asiatici juniores
Doppio misto
| Anno | Luogo                                                       | Partner           | Avversari                 | Punto        | Risultato | note   |
| ---- | ----------------------------------------------------------- | ----------------- | ------------------------- | ------------ | --------- | ------ |
| 2015 | Centro di allenamento di badminton CPB, Bangkok, Thailandia | Fachryza Abimanyu | Zheng Siwei Chen Qingchen | 14–21, 14–21 | Bronzo    | [ 18 ] |
| 2016 | Centro di allenamento di badminton CPB, Bangkok, Thailandia | Rinov Rivaldy     | Kim Won-ho Lee Yu-rim     | 17–21, 20–22 | Bronzo    | [ 22 ] |

### BWF World Tour (9 titoli, 5 secondi posti)
Il BWF World Tour, annunciato il 19 marzo 2017 e implementato nel 2018, è una serie di tornei di badminton d'élite patrocinati dalla Badminton World Federation (BWF). Il BWF World Tour è diviso in livelli di World Tour Finals, Super 1000, Super 750, Super 500, Super 300 e il BWF Tour Super 100.
Doppio femminile
| Anno     | Torneo            | Livello    | Partner                     | Avversarie                                  | Punteggio           | Risultato | note   |
| -------- | ----------------- | ---------- | --------------------------- | ------------------------------------------- | ------------------- | --------- | ------ |
| 2018     | Indonesia Masters | Super 500  | Greysia Polii               | Misaki Matsutomo Ayaka Takahashi            | 17–21, 12–21        | 2° posto  | [ 34 ] |
| 2018     | India Open        | Super 500  | Greysia Polii               | Jongkolphan Kititharakul Rawinda Prajongjai | 21–18, 21–15        | 1° posto  | [ 94 ] |
| 2018     | Thailand Open     | Super 500  | Greysia Polii               | Misaki Matsutomo Ayaka Takahashi            | 21–13, 21–10        | 1° posto  | [ 39 ] |
| 2019     | Malaysia Masters  | Super 500  | Greysia Polii               | Yuki Fukushima Sayaka Hirota                | 21–18, 16–21, 16–21 | 2° posto  | [ 95 ] |
| 2019     | India Open        | Super 500  | Greysia Polii               | Chow Mei Kuan Lee Meng Yean                 | 21–11, 25–23        | 1° posto  | [ 50 ] |
| 2020     | Indonesia Masters | Super 500  | Greysia Polii               | Maiken Fruergaard Sara Thygesen             | 18–21, 21–11, 23–21 | 1° posto  | [ 56 ] |
| 2020     | Spain Masters     | Super 300  | Greysia Polii               | Gabriela Stoeva Stefani Stoeva              | 18–21, 22–20, 21–17 | 1° posto  | [ 57 ] |
| 2020 (I) | Thailand Open     | Super 1000 | Greysia Polii               | Jongkolphan Kititharakul Rawinda Prajongjai | 21–15, 21–12        | 1° posto  | [ 59 ] |
| 2021     | Indonesia Open    | Super 1000 | Greysia Polii               | Nami Matsuyama Chiharu Shida                | 19–21, 19–21        | 2° posto  | [ 69 ] |
| 2022     | Indonesia Masters | Super 500  | Siti Fadia Silva Ramadhanti | Chen Qingchen Jia Yifan                     | 18–21, 12–21        | 2° posto  | [ 72 ] |
| 2022     | Malaysia Open     | Super 750  | Siti Fadia Silva Ramadhanti | Zhang Shuxian Zheng Yu                      | 21–18, 12–21, 21–19 | 1° posto  | [ 70 ] |
| 2022     | Singapore Open    | Super 500  | Siti Fadia Silva Ramadhanti | Zhang Shuxian Zheng Yu                      | 21–14, 21–17        | 1° posto  | [ 71 ] |
| 2023     | Hong Kong Open    | Super 500  | Siti Fadia Silva Ramadhanti | Pearly Tan Thinaah Muralitharan             | 14–21, 24–22, 21–9  | 1° posto  | [ 85 ] |
| 2023     | Hylo Open         | Super 300  | Siti Fadia Silva Ramadhanti | Zhang Shuxian Zheng Yu                      | 21–18, 1r–1         | 2° posto  | [ 96 ] |

### BWF Superseries (1 titolo, 1 secondo classificato)
La BWF Superseries, lanciata il 14 dicembre 2006 e implementata nel 2007, era una serie di tornei di badminton d'élite, patrocinati dalla Badminton World Federation (BWF). I livelli della BWF Superseries erano Superseries e Superseries Premier. Una stagione di Superseries consisteva in dodici tornei in tutto il mondo, introdotti a partire dal 2011. I giocatori vincitori venivano invitati alle finali della Superseries, che si tenevano alla fine di ogni anno.
Doppio femminile
| Anno | Torneo          | Partner       | Avversarie                 | Punteggio           | Risultato | note   |
| ---- | --------------- | ------------- | -------------------------- | ------------------- | --------- | ------ |
| 2017 | Open di Francia | Greysia Polii | Lee So-hee Shin Seung-chan | 21–17, 21–15        | 1° posto  | [ 27 ] |
| 2017 | Hong Kong Open  | Greysia Polii | Chen Qingchen Jia Yifan    | 21–14, 16–21, 15–21 | 2° posto  |        |

### Gran Premio BWF (1 titolo)
Il BWF Grand Prix si articolava in due livelli, il Grand Prix e il Grand Prix Gold. Si trattava di una serie di tornei di badminton patrocinati dalla Badminton World Federation (BWF) e disputati tra il 2007 e il 2017.
Doppio femminile
| Anno | Torneo          | Partner       | Avversarie                               | Punteggio    | Risultato | note   |
| ---- | --------------- | ------------- | ---------------------------------------- | ------------ | --------- | ------ |
| 2017 | Thailandia Open | Greysia Polii | Chayanit Chaladchalam Phataimas Muenwong | 21–12, 21–12 | 1° posto  | [ 26 ] |

### BWF International Challenge/Series (3 titoli, 1 secondo classificato)
Doppio femminile
| Anno | Torneo                   | Partner                | Avversarie                       | Punteggio           | Risultato | note   |
| ---- | ------------------------ | ---------------------- | -------------------------------- | ------------------- | --------- | ------ |
| 2015 | Singapore Internazionale | Jauza Fadhila Sugiarto | Melvira Oklamona Rika Rositawati | 22–20, 16–21, 21–10 | 1° posto  | [ 20 ] |
| 2016 | Indonesia Internazionale | Jauza Fadhila Sugiarto | Dian Fitriani Nadya Melati       | 12–21, 21–18, 22–20 | 1° posto  | [ 24 ] |

Doppio misto
| Anno | Torneo                   | Partner                       | Avversari                                    | Punteggio    | Risultato | note   |
| ---- | ------------------------ | ----------------------------- | -------------------------------------------- | ------------ | --------- | ------ |
| 2015 | Indonesia Internazionale | Panji Akbar Sudrajat          | Irfan Fadhilah Weni Anggraini                | 16–21, 16–21 | 2° posto  | [ 21 ] |
| 2016 | Indonesia Internazionale | Agripina Prima Rahmanto Putra | Yantoni Edy Saputra Marsheilla Gischa Islami | 21–12, 21–12 | 1° posto  | [ 24 ] |

### BWF Junior International (2 titoli)
Doppio femminile
| Anno | Torneo                         | Partner                | Avversarie                       | Punteggio    | Risultato | note   |
| ---- | ------------------------------ | ---------------------- | -------------------------------- | ------------ | --------- | ------ |
| 2014 | Indonesia Junior International | Jauza Fadhila Sugiarto | Yulfira Barkah Dianita Saraswati | 21–13, 21–18 | 1° posto  | [ 16 ] |

Doppio misto
| Anno | Torneo                         | Partner       | Avversari                                | Punteggio    | Risultato | note   |
| ---- | ------------------------------ | ------------- | ---------------------------------------- | ------------ | --------- | ------ |
| 2016 | Indonesia Junior International | Rinov Rivaldy | Andika Ramadiansyah Vania Arianti Sukoco | 21–15, 21–15 | 1° posto  | [ 23 ] |

## Altri riconoscimenti
- Nomination come "atleta preferito" al Premio GTV Amazing Kids Favorite 2023[99]
- Nomination come giocatore più promettente dell'anno ai Premi BWF 2017[100]
- Nomination come giocatore più promettente dell'anno ai Premi BWF 2018[101]
- Coppia dell'anno con Greysia Polii ai Premi BWF 2020-21[102]
- Nominata tra i 30 Under 30 sportivi in Indonesia da Forbes nel 2021 e nel 2022[103]
- Premio Gatra 2021, Categoria Sport con Greysia Polii[104]
- Atleta preferita nel doppio femminile con Greysia Polii agli Indonesian Sport Awards 2018[105]
- Atleta indonesiana più amata con Greysia Polii del 2021 per Line Today Choice[106][107]